# فرودگاه ژنرال برناردو اوهاینز
فرودگاه ژنرال برناردو اوهاینز (به انگلیسی: General Bernardo O'Higgins Airport) یک فرودگاه همگانی با کد یاتا YAI است که یک باند فرود آسفالت دارد و طول باند آن ۱۷۵۰ متر است. این فرودگاه در کشور شیلی قرار دارد و در ارتفاع ۱۵۱ متری از سطح دریا واقع شده‌است.